# Floris Middendorp
Pour les articles homonymes, voir Middendorp (homonymie).
Floris Middendorp né le 4 juin 2001, est un joueur néerlandais de hockey sur gazon. Il évolue au poste d'attaquant au AH&BC Amsterdam et avec l'équipe nationale néerlandaise.

## Carrière
Il a fait ses débuts en équipe première le 1er juin 2022 à Nimègue contre l'Argentine lors de la Ligue professionnelle 2021-2022.

## Palmarès
- : 1er à la Ligue professionnelle 2021-2022.